# Vladimir Sacchetta
Vladimir Sacchetta é um jornalista, pesquisador e produtor cultural.

## Biografia
Neto de imigrantes italianos, formou-se em Direito pela Universidade de São Paulo (1975) e em Jornalismo pela Faculdade de Comunicação Social Cásper Líbero em 1982. Desde 1985 atua como pesquisador, consultor na área editorial e produtor cultural. Foi chefe de pesquisa (1978-1982) da coleção Nosso Século, da Abril Cultural, que resgatou a história contemporânea do Brasil através de documentos visuais e textos jornalísticos. Foi sócio fundador das empresas Iconographia Pesquisa de Texto, Imagem e Som, Emporium Brasilis, Companhia da Memória e Sacchetta & Associados Pesquisa Histórica e Produção Cultural. Desde julho de 2012 é diretor da Porviroscópio Projetos e Conteúdos. 
Organizou A contestação necessária: perfis intelectuais de incorformistas e revolucionários, obra póstuma do sociólogo Florestan Fernandes premiada em 1995 com o Jabuti na categoria Ensaio. Escreveu, em co-autoria, Monteiro Lobato: Furacão na Botocúndia, ganhador dos prêmios Jabuti, na categoria Ensaio e Biografia, e Livro do Ano, outorgados pela Câmara Brasileira do Livro em 1998. Forneceu suporte de investigação histórica para elaboração de livros, como Olga (Morais, Fernando, São Paulo: Alfa-Omega, 1985), e foi responsável por eventos e exposições como Unibanco 70 Anos e A revista no Brasil, comemorativa do cinqüentenário da Editora Abril em 2000, além da curadoria e direção geral do Projeto Memória 1998/Monteiro Lobato (exposição itinerante São Paulo, Rio de Janeiro, Salvador, Brasília e Porto Alegre; publicação de livros e cartilha; produção de vídeo documentário; construção de site; revitalização da Biblioteca Monteiro Lobato, São Paulo, e da Chácara do Visconde, Taubaté), patrocinado pela Fundação Banco do Brasil e Odebrecht. Coordenou a pesquisa dos livros Brasil, rito e ritmo: um século de música popular e clássica (Kaz, Leonel (org.)), Rio de Janeiro: Aprazível Edições, 2003), Brasil, palco e paixão: um século de teatro (Kaz, Leonel (org.)), Rio de Janeiro: Aprazível Edições, 2004), Brasil, um século do futebol: arte e magia (Kaz, Leonel (org.)), Rio de Janeiro: Aprazível Edições, 2005), Século XX: a mulher conquista o Brasil (Kaz, Leonel (org.)), Rio de Janeiro: Aprazível Edições, 2006) e Trem das onze: a poética de Adoniran Barbosa (Kaz, Leonel (org.)), Rio de Janeiro: Aprazível Edições, 2010), a pesquisa e edição dos cadernos de imagens de A ditadura envergonhada, A ditadura escancarada, A ditadura derrotada e A ditadura encurralada (Gaspari, Elio, São Paulo: Companhia das Letras, 2002 – 2004) e a pesquisa de imagens do Museu da Língua Portuguesa e do Museu do Futebol, projetos da Fundação Roberto Marinho. Foi curador da exposição Formas e pulos, o saci no imaginário (Museu AfroBrasil, São Paulo, outubro 2007) e das exposições 1924: A Revolução Esquecida (Palácio dos Bandeirantes, São Paulo, janeiro 2009),  Campos do Lobato (Palácio Boa Vista, Campos do Jordão, outubro de 2009), Marighella (Co-autoria/Memorial da Resistência, São Paulo; Caixa Cultural, Rio de Janeiro; Teatro Castro Alves, Salvador; novembro de 2009), Não tens epitáfio pois és bandeira, sobre Rubens Paiva, nas suas duas versões, itinerante (dezembro de 2010) e a de longa duração montada no Memorial da Resistência de São Paulo (março de 2011), Lugares da memória: resistência e repressão em São Paulo (Memorial da Resistência, novembro de 2011) e "Os advogados da resistência: o direito em tempos de exceção (Memorial da Resistência, dezembro de 2013). É diretor de conteúdos do sítio eletrônico de Monteiro Lobato (www.lobato.com.br), membro fundador da SOSACI – Sociedade de Observadores de Saci, entidade de defesa da cultura popular (www.sosaci.org) e Presidente do Conselho da Associação de Amigos do Arquivo Público do Estado de São Paulo. Consultor da Editora Globo na reedição da obra adulta e infantil de Monteiro Lobato, coordenou para a Secretaria Especial dos Direitos Humanos da Presidência da República a edição do livro Brasil Direitos Humanos, 2008: a realidade do país aos 60 anos da Declaração Universal (SEDH/PR, Brasília, 2008). Organizou para a Secretaria Especial dos Direitos Humanos os livros Conselho de Defesa dos Direitos da Pessoa Humana: uma história de resistência e luta pelos direitos humanos no Brasil e Habeas Corpus: a busca dos desaparecidos políticos no Brasil (SDH/PR, Brasília, 2010). Coordenou a pesquisa do projeto Resistir é preciso, do Instituto Vladimir Herzog. No âmbito deste projeto foi um dos curadores da exposição Resistir é preciso (Centro Cultural Banco do Brasil, Brasília, São Paulo, Rio de Janeiro e Belo Horizonte, 2013-2014), co-autor do livro As capas desta história (2011) e organizador/editor de Os cartazes desta história (2012). Ambos propõem-se a resgatar a memória e o papel das mídias alternativas no combate à ditadura militar.

## Obras publicadas
- PCB 1922/1982: Memória Fotográfica [em co-autoria] (Brasiliense, 1982)
- A contestação necessária: perfis intelectuais de incorformistas e revolucionários [organizador] (Fernandes, Florestan, Ática, 1995)
- Monteiro Lobato: Furacão na Botocúndia [em co-autoria] (SENAC, 1997) ISBN 8573590203
- A Imagem e o gesto: fotobiografia de Carlos Marighella [em co-autoria] (Fundação Perseu Abramo, 1999) ISBN 8586469211
- São Paulo: Metrópole em trânsito, perfis urbanos e culturais [organizador] (SENAC, 2004)
- Machado de Assis: fotógrafo do invisível [em co-autoria] (Moderna, 2008) ISBN 9788516061180
- A mesa com Monteiro Lobato (2008) [ em co-autoria] (SENAC 2009) ISBN 9788574582436
- A olhos vistos: iconografia de Machado de Assis [em co-autoria] (Instituto Moreira Salles, 2008) ISBN 9788586707285
- As capas desta história  [em co-autoria] (Instituto Vladimir Herzog, 2011) ISBN 8565059006
- Os cartazes desta história [organizador/editor] (Instituto Vladimir Herzog/Escrituras, 2012)[3]

## Prêmios
- Prêmio Jabuti - (1998) - Categoria: Livro do Ano Não Ficção - Monteiro Lobato - Furacão na Botocúndia em parceria com  Carmen Lúcia Azevedo e Márcia Camargos[4]